# Hadersbach (Geiselhöring)
Hadersbach ist ein Kirchdorf der Stadt Geiselhöring im niederbayerischen Landkreis Straubing-Bogen. Bis 1972 bildete es eine selbstständige Gemeinde.

## Lage
Hadersbach liegt etwa drei Kilometer südwestlich von Geiselhöring im Donau-Isar-Hügelland.

## Geschichte
1982 beim Kiesabbau gefundene Siedlungsreste weisen bis in die jüngere Steinzeit zurück. Das Erdwerk von Hadersbach ist die Anlage mit der bislang größten Innenfläche eines Erdwerks der Chamer Kultur. Seit dieser Zeit kann eine durchgehende Besiedelung der Gegend angenommen werden. Im Namen Hadersbach (früher Hardersbach genannt) steckt der Name Hart, was so viel wie Wald bedeutet. Die Harder waren die Leute am oder im Wald.
Die Bedeutung von Hadersbach im Mittelalter belegt die frühere Stellung als Pfarrsitz in einer der Urpfarreien der Diözese Regensburg. Schon seit dem späten Mittelalter bestand in Hadersbach eine vermögende Muttergottesbruderschaft. Pfarrlich war Hadersbach eng mit Sallach verbunden. Noch 1723/1724 wird Hadersbach als Pfarrsitz und Sallach als Filiale bezeichnet. 1838 wird es dagegen in der Matrikel des Bistums als Dorf mit 54 Häusern und 284 Seelen und einer Filialkirche in der Pfarrei Sallach erwähnt. Längere Zeit gab es  in Hadersbach auch einen Leonhardiritt.
Die Hofmark Hadersbach im Pfleggericht Kirchberg war ebenfalls eng mit der Hofmark Sallach verbunden. Der erste namentlich bekannte Amman von Hadersbach ist ein Friedrich, der in einer Urkunde von 1367 begegnet. Aus dem Steuerdistrikt Sallach ging zu Beginn des 19. Jahrhunderts die Gemeinde Sallach hervor. Sie gehörte später zum Landkreis Mallersdorf und schloss sich im Zuge der Gebietsreform in Bayern am 1. Juli 1972 freiwillig der Stadt Geiselhöring an.

## Sehenswürdigkeiten
- Expositurkirche Mariä Himmelfahrt. Der heute bestehende Kirchenbau geht auf einen weitgehenden Neubau ab 1521 zurück. In den Jahren 1716/1717 wurde die Kirche barockisiert und 1723/1724 ausgebaut. 1738 bis 1740 wurde der Turm aufgestockt, 1760 bis 1765 kamen zwei halbrunde Seitenkapellen dazu. Das Innere enthält Stuck von Franz Xaver Feichtmeier und Deckenmalereien von Matthäus Günther aus dem Jahre 1766, die sich auf die Altarblätter beziehen. Der Hochaltar von 1721 enthält das Altarbild Mariä Himmelfahrt von Joseph Anton Merz. Die Kapellenseitenaltäre entstanden 1780.
- Erdwerk von Hadersbach

## Vereine
- Country-Club Hadersbach
- CSU-Ortsverband Hadersbach. Er wurde am 15. Oktober 1970 gegründet.
- Freiwillige Feuerwehr Hadersbach
- Frohsinnschützen Hadersbach
- KLJB Hadersbach – Burschen
- KLJB Hadersbach – Mädchen
- Krieger- und Soldatenkameradschaft Hadersbach
- TCH Hadersbach